# Boloh Miranda
Daniel Bolívar Miranda Izquierdo (Quito, Ecuador, 11 de noviembre de 1986), conocido como Boloh Miranda, es un cineasta, videoartista y activista ecuatoriano. Es reconocido por su trabajo en la Amazonía ecuatoriana, donde aborda temas de justicia social y climática a través de su producción audiovisual.

## Biografía y carrera
Miranda, nació en Quito, Ecuador y desde joven mostró interés por el cine y el activismo social. Durante su formación, participó en proyectos comunitarios que le permitieron conocer las realidades de las comunidades de la Amazonía. Esto lo llevó a especializarse en documentales con enfoques sociales y medioambientales.
A lo largo de su carrera, Miranda ha colaborado con diversas organizaciones y colectivos dedicados a la defensa de los derechos de los pueblos indígenas y la protección del medio ambiente. Su trabajo ha sido fundamental para visibilizar la resistencia de estas comunidades frente a las industrias extractivas.
Miranda, es cofundador de Tawna: Cine desde Territorio, un colectivo que fomenta la producción audiovisual en pueblos indígenas. Además, ha trabajado con LLEGO Films, un colectivo enfocado en la creación de contenidos con una perspectiva social y ambiental. También es director del festival de cine KANUA, el primer festival flotante en la Amazonía.

## Filmografía
|   | Destacados                 |
| - | -------------------------- |
| 1 | Allpamanda                 |
| 2 | José: Territorio y Memoria |
| 3 | Ñuka Shuti Man             |
| 4 | Huaquero                   |